# Malpartida de la Serena
Malpartida de la Serena är en kommunhuvudort i Spanien.   Den ligger i provinsen Provincia de Badajoz och regionen Extremadura, i den centrala delen av landet, 260 km sydväst om huvudstaden Madrid. Malpartida de la Serena ligger 481 meter över havet och antalet invånare är 724. Den är administrativt centrum i kommunen med samma namn.
Terrängen runt Malpartida de la Serena är platt åt nordväst, men åt sydost är den kuperad. Terrängen runt Malpartida de la Serena sluttar norrut. Runt Malpartida de la Serena är det glesbefolkat, med 18 invånare per kvadratkilometer. Närmaste större samhälle är Zalamea de la Serena, 3,1 km sydväst om Malpartida de la Serena. Trakten runt Malpartida de la Serena består till största delen av jordbruksmark.